# 琴平郵便局
琴平郵便局（ことひらゆうびんきょく）は香川県仲多度郡琴平町にある郵便局。民営化前の分類では集配普通郵便局であった。

## 概要
住所：〒766-8799 香川県仲多度郡琴平町字川西665番地
この場所はかつての琴平急行電鉄線琴急琴平駅跡地である。

## 沿革
- 1872年8月4日（明治5年7月1日） - 金陵（きんりょう）郵便取扱所として開設[1]。
- 1874年（明治7年）7月 - 琴平郵便取扱所に改称。
- 1875年（明治8年）1月1日 - 琴平郵便局（五等）となる。
- 1880年（明治13年）10月16日 - 為替取扱を開始。
- 1882年（明治15年） - 貯金取扱を開始。
- 1896年（明治29年）3月26日 - 琴平郵便電信局となる。
- 1903年（明治36年）4月1日 - 通信官署官制の施行に伴い琴平郵便局となる。
- 1948年（昭和23年）3月16日 - 特定郵便局から普通郵便局に局種別改定[2]。
- 1955年（昭和30年）6月1日 - 電話通話事務の取扱を開始[3]。
- 1955年（昭和30年）11月1日 - 象郷簡易郵便局の廃止に伴い、取扱事務を承継。
- 1956年（昭和31年）10月1日 - 和文電報受付事務の取扱を開始。
- 1963年（昭和38年）12月 - 局舎新築落成。
- 1987年（昭和62年）2月 - 局舎新築。
- 1988年（昭和63年）2月22日 - 琴南郵便局から集配業務の一部[4]を移管。
- 1999年（平成11年） - 外国通貨の両替および旅行小切手の売買に関する業務取扱を開始。
- 2006年（平成18年）9月11日 - 美合郵便局および仲南（ちゅうなん）郵便局からそれぞれ「766-02xx」「769-03xx」区域の集配業務を移管[5]。
- 2007年（平成19年）10月1日 - 民営化に伴い、併設された郵便事業琴平支店に一部業務を移管。
- 2012年（平成24年）10月1日 - 日本郵便株式会社発足に伴い、郵便事業琴平支店を琴平郵便局に統合。

## 取扱内容
- 郵便、印紙、ゆうパック、内容証明
- 貯金、為替、振替、振込、国際送金、国債、投資信託
- 生命保険、バイク自賠責保険、自動車保険、がん保険、引受条件緩和型医療保険
- ゆうちょ銀行ATM
- 「766-00x」「766-02xx」「769-03xx」区域（仲多度郡琴平町内およびまんのう町内）の集配業務
- ゆうゆう窓口

## 周辺
- 金刀比羅宮
- こんぴら温泉
- ことひら温泉琴参閣
- 国道32号
- 金倉川

## アクセス
- JR土讃線 琴平駅から西へ約400m（徒歩約6分）
- 琴電琴平線 琴電琴平駅から西へ約150m（徒歩約3分）
- 琴参バス 琴平停留所下車
- 高松自動車道 善通寺ICから南へ約6.5km
- 香川県道207号琴平停車場琴平公園線、香川県道208号大麻琴平買田線沿い
- 駐車場あり：9台